# Här är den sköna sommar (musikalbum)
Här är den sköna sommar är ett album av Lill Lindfors från 2006 producerat av Michael Saxell. "Ditt vackra leende" släpptes samma år som singel, med "Här är den sköna sommar" som B-sida. Det är ett konceptalbum som hyllar sommaren i Sverige.

## Låtlista
1. Här är den sköna sommar – Evert Taube
2. Sommarkort – Peter R. Ericsson
3. Om himlen och Österlen – Michael Saxell
4. Felicia Adjö – Cornelis Vreeswijk
5. Kom se mig – Lill Lindfors, Mats Norrefalk
6. Ditt vackra leende – Filippa Engellau
7. Jungfru Maria – Nils Söderström, Erik Axel Karlfeldt
8. Ännu en vacker dag – Michael Saxell
9. Allt jag vet (så nära nu) – Michael Saxell, Åsa Jinder
10. Bibbis visa – Cornelis Vreeswijk
11. Man borde inte sova – Gustaf Wennerberg, Levi Rickson
12. Aftonvisa – Bo Holten, Olle Adolphson

## Medverkande
- Lill Lindfors - sång
- Jojje Wadenius - gitarr
- Lars Danielsson - bas
- Jan Lundgren - piano
- Hans Ulrik - tenorsaxofon
- Jennifer Saxell - sång
- Michael Saxell - gitarr, keyboard, sång, slagverk, producent
- Mats Norrefalk - gitarr

## Listplaceringar
| Lista (2006) | Topplacering |
| ------------ | ------------ |
| Norge        | 15           |
| Sverige      | 12           |